# Катастрофа Trident під Гуйлінем
Катастрофа Trident під Гуйлінем — велика авіаційна катастрофа, що сталася 26 квітня 1982 року поблизу Гуйліня (Гуансі-Чжуанський автономний район, Китай). Пасажирський авіалайнер Hawker Siddeley Trident китайської вже неіснуючої авіакомпанії CAAC Airlines виконував регулярний пасажирський рейс Гуйлінь-Гуанчжоу, але під час посадки в пункті призначення (аеропорт Гуйлінь-Ціфенлін) літак за поганих погодних умов врізався в гору в системі Наньлін неподалік летовища. Загинули всі, що знаходилися на борту 112 осіб (104 пасажири і 8 членів екіпажу).
Причинами катастрофи стали помилки екіпажу та авіадиспетчера + погані погодні умови.